# Pile de Charlemagne

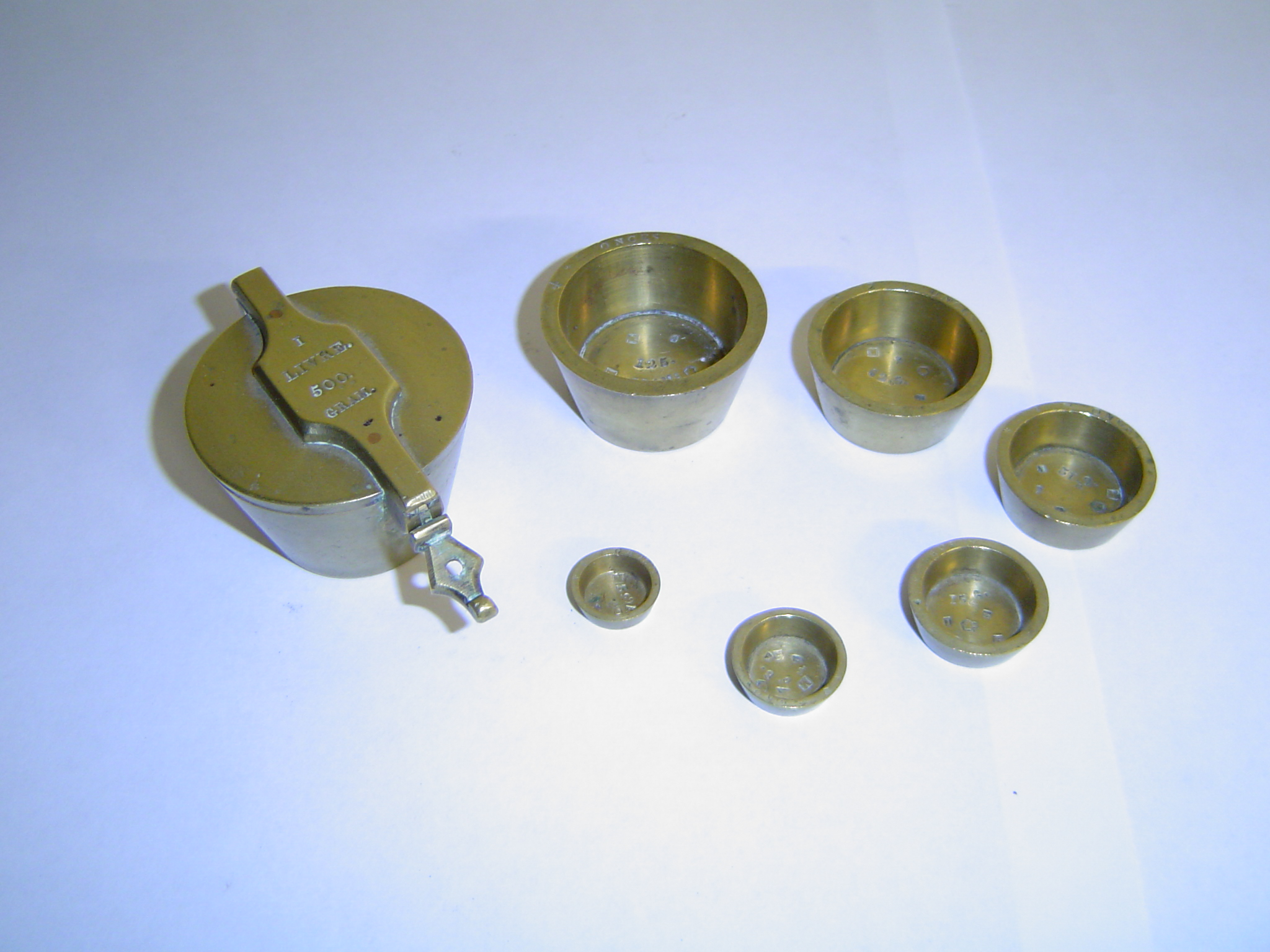
Pile à godets d’une livre

La pile de Charlemagne, ou pile à godets, en latin Selibra Francica, vel bes, est un ensemble de poids de balance conçu pour qu’ils s’empilent, soit pendant leur emploi, soit rangés, chaque poids prenant place, entièrement ou en partie, dans un poids de masse supérieure, à la manière de poupées russes.